# المستحيل (كتاب)
رواية المستحيل هي رواية من تأليف الدكتور مصطفى محمود يحكي فيها عن شخص عاش حياة لم يختارها حياة فرضت عليه من قبل المحيطين به.
القصة عن مهندس شاب يكتشف فجأة زيف حياته وواقعه فكل شيء قد فرض عليه دون أن تكون له يد في اختياره بدءا من زوجته ربة المنزل التي لا هم لها سوى البيت والأولاد إلى لوحة الموناليزا التي تغطي جدار منزله والتي أقنعه والده بمدى جمالها وكيف أن اليدين تبتسمان وكان ظنه أن هذا رأي والده ولكنه يفاجأ بأن هذا الرأي منشور في إحدى المجلات وليس رأي والده الشخصي.
يتعرف على جارة له هي الأخرى تعيش مأساة من نوع آخر حيث تضطر للزواج من زوج شقيقتها المتوفاة تحت ضغط أسرتها لتلاحقها ذكريات شقيقتها في كل جدران المنزل ومما يزيد.

## مقتطفات من الكتاب
- “خمس وعشرون عاماً مرت من عمري كأنها لاشئ..ازددت في الوزن .. في الطول..في العرض ولكني لم ازدد في الحياة . سنة بعد سنة وأنا اغوص في أرض رخوة من الأوامر.. والواجبات والكلمات الغريبه”
- “لا أستطيع أن أكون شيئا آخر غير نفسي أفضل أن أعيش حياة صغيرة أملكها .. عن أن أعيش حياة كبيرة تملكني .. أريد أن أكون حرا أريد أن أقطع صلتي بكل ما يفرض على من واجبات لا أحبها”
- “هات يدك لنحفر معًا حفرة في الجدار نهرب منها إلى عالم نحبه !”
- “فكرت كثيرا لماذا أحبك كل هذا الحب. لم أعرف.. ربما لأنك حريتي.. ربما لأنك ارادتي التي فرحت بها لأول مرة وأنا أقتحم بها الظروف وأحطم كل ماحولي من خير وشر لأصل اليك.. ربما لأنك أنا وقد ظفرت بك وبنفسي في ذات الوقت.. ”
- “-هل تحبين الحياة.. -نعم احبها .. لأنك فيها.”
- “إن حبي يتحقق في قلبي وحده .. في وهمي .. إن كل الأمكنة تضيق به .. وكل الحلول تضيق به.. إنه المستحيل الذي احتضنه في ضلوعي .. وقد ضاقت الدنيا به على رحابتها”
- “أنا أكره الواقع .. وأحبك أنت أكثر من الواقع .. وأكثر من الحياة.. وأحب حبك أكثر منك .. وأكثر من نفسي .. وأصعد به إلى سماوات أجمل من نفسي وأجمل من الدنيا .. سماوات مضيئة في داخلي .. فتمنحني السعادة .. والسلوى ... والعزاء..”
- “هل تعرف كيف أحبك .. هل تعرف كيف تحب المرأة الرجل .. إنها تحلم أن تكون سكنه وطعامه وشرابه .... تحلم بأن تجمع شتاته على راحتيها”
- “ إن عواطفي تصرخ .. وأنا عاجزة عن ضبطها .. عاجزة عن اطلاقها .. أسير في الحياة كدمية مشطورة نصفين .. تائهة مترددة.. نصف ثائرة نصف مستسلمة .. أقوم بأفعال لا أقتنع بها .. واقتنع بمبادئ .. لا أعمل بها .. ضائعة .. ضائعة تماما .. أملي الوحيد مستحيل.”
- “إن الحياة قاسية .. قاسية  تدوسنا .. تدوس مشاعرنا .. و تدوس أحلامنا .. كل شئ يتحقق فيها تسقط قيمته .. حتى المادة نفسها .. حتى النقود .. تظل حلما جميلا حتى نكسبها وننفقها فتسقط قيمتها وتصبح شيئا عاديا !”
- “إن رؤية القسوة ترهقنى”
- “الدنيا هي التي تعذبنا .. هي التي خدعتنا .. الدنيا أدخلتنا في غرفة مظلمة لنختار ملابسنا .. فلم نستطع أن نتعرف على ثيابنا في الظلام .. وخرجنا كل واحد يلبس لبسا غير لبسه .. ثم تمزقت ملابسنا من ضيقها .. وبليت هدمنا الحقيقية من طول وضعها على الرف وفي النهاية لم تبق لنا ثيابا نستر بها أنفسنا”
- “ ياحبيبي يا أجمل مافي دنياي .. أنا أحبك الحب كله .. فلا تحبني الحب الصغير الذي لا يذكرني الا حينما يجوع الجسد وتجوع العينان”
- “أنا أبث عقلي في الآلة فتتحرك .. وتنتظم .. ولكنني عاجز عن أن أبث عقلي في عاطفتي. أشواقي تحرقني .. صوتها يرن في أذني على الدوام .. روحها تحكمني وتسلبني الإرادة”
- “إني أحسد الفضلاء.. إن الفضيلة أمان وسكينة وحرية وسعادة.. إنها الجنة ..إنها مكافأة جميلة.. أنا اعجب للفضلاء ينتظرون أن يكافأوا على فضيلتهم بالجنة  أي جنة .. وهم بالجنة فعلا.”

## وصلات خارجية
- فيديو حلقات الدكتور مصطفى محمود.
- مدونة الدكتور مصطفى محمود.
- "كان نائماً في سكينة تامة لم يستيقظ منها": ابنة مصطفى محمود لـ"العربية.نت": العالم الكبير رحل في هدوء،  العربية نت،  31 أكتوبر 2009.
- صفحة مصطفى محمود على موقع أبجد
- صفحة اقتباسات مصطفى محمود على موقع أبجد
- صفحة باسم الدكتور رائعة على الفيس بوك
- الفيلم الوثائقي العالم والايمان على اليوتيوب
- محمود تحميل كتب الدكتور مصطفى محمود كاملة pdf